# Карон, Лесли
Лесли Карон (фр. Leslie Caron [lɛzli kaʁɔ̃]; род. 1 июля 1931) — французская артистка балета и актриса, дважды номинантка на премию «Оскар». Наибольшую популярность получила в 1950-х годах за роли в голливудских мюзиклах «Американец в Париже» (1951), «Лили» (1953), «Длинноногий папочка» (1955) и «Жижи» (1958).

## Биография
Лесли Клэр Маргарет Карон (фр. Leslie Claire Margaret Caron) родилась в парижском пригороде Булонь-Бийанкур в семье химика Клода Карона и американской танцовщицы Маргарет Пети. Воспитанием Лесли занималась её мать, которая и была её первым учителем. Свою карьеру Карон начала в качестве балерины, но вскоре её заметил Джин Келли и пригласил на роль Лиз Бовье в свою музыкальную комедию «Американец в Париже» (1951). После выхода фильма на экраны Лесли заметили голливудские режиссёры и вскоре она подписала контракт со студией «MGM». В последующие годы она появилась в фильмах «Лили» (1953), за роль в котором была номинирована на «Оскар», «Хрустальный башмачок» (1955), «Длинноногий папочка» (1955), и «Жижи» (1958). В 1955 году вместе с Полем Мёрисом участвовала в постановке первой пьесы французского кинематографиста Жана Ренуара «Орвэ», которую он написал в 1953 году специально для актрисы. Эта комедия поставленная в парижском «Театре де ля Ренессанс» подверглась критике со стороны некоторых театральных авторов, но заслужила восторженную оценку со стороны кинематографистов. Роберто Росселини, который присутствовал в театре накануне генеральной репетиции, говорил, что ушёл «покорённый и одновременно потрясённый». Киновед и философ кино Андре Базен писал, что к постановке Ренуара нельзя предъявлять требования как к литературной пьесе, и следует понимать, что автор в этом театральном опыте следовал «искреннему порыву вдохновения» и «безошибочному сценическому чутью». Режиссёр защищая актрису от нападок критики сказал, что если бы его знаменитый отец, Огюст Ренуар, был знаком с актрисой он создал бы «не один её портрет и даже не сто, а писал бы её всю жизнь».
В 1963 году она вновь была номинирована на «Оскар» за Лучшую женскую роль в британской драме «Угловая комната» (1962). С 1960-х годов, помимо Голливуда, Карон стала сниматься и в Европе.
Одними из последних её ролей стали мадам Одель в «Шоколаде» (2000) и Лоррейн Делмас в телесериале «Закон и порядок: Специальный корпус», за роль которой в 2007 году она удостоилась премии «Эмми».

## Избранная фильмография
| Год  |    | Русское название                    | Оригинальное название             | Роль               |
| ---- | -- | ----------------------------------- | --------------------------------- | ------------------ |
| 1951 | ф  | Американец в Париже                 | An American in Paris              | Лиза Бувье         |
| 1953 | ф  | Лили                                | Lili                              | Лили Дорье         |
| 1955 | ф  | Хрустальный башмачок                | The Glass Slipper                 | Элла               |
| 1955 | ф  | Длинноногий папочка                 | Daddy Long Legs                   | Джули Андре        |
| 1958 | ф  | Жижи                                | Gigi                              | Жижи               |
| 1958 | ф  | Дилемма доктора                     | The Doctor’s Dilemma              | миссис Дюбеда      |
| 1960 | ф  | Аустерлиц                           | Austerlitz                        | мадмуазель де Воде |
| 1961 | ф  | Фанни                               | Fanny                             | Фанни              |
| 1962 | ф  | Угловая комната                     | The L-Shaped Room                 | Джейн              |
| 1962 | ф  | Четыре истины                       | Les Quatre Vérités                | Анни               |
| 1966 | ф  | Горит ли Париж?                     | Paris brûle-t-il?                 | Франсуаза Лабе     |
| 1977 | ф  | Мужчина, который любил женщин       | L’homme qui amait les femmes      | Вера               |
| 1977 | ф  | Валентино                           | Valentino                         | Алла Назимова      |
| 1979 | ф  | Золотая девушка                     | Goldengirl                        | доктор Сэмми Ли    |
| 1982 | с  | Непридуманные истории               | Tales of the Unexpected           | Натали Варелли     |
| 1984 | с  | Интриганка                          | Master of the Game                | Соланж Дюна        |
| 1984 | ф  | Диагональ слона                     | La Diagonale du fou               | Геня Либскинд      |
| 1986 | с  | Лодка любви                         | The Love Boat                     | миссис Дюваль      |
| 1987 | с  | Фэлкон Крест                        | Falcon Crest                      | Николь Соге        |
| 1988 | тф | Ленин. Поезд                        | Lenin: The Train                  | Крупская           |
| 1990 | ф  | Гора мужества                       | Courage Mountain                  | Джейн Хиллари      |
| 1992 | ф  | Ущерб                               | Damage                            | Элизабет           |
| 2000 | ф  | Шоколад                             | Chocolat                          | мадам Адель        |
| 2001 | тф | Убийство в «Восточном экспрессе»    | Murder on the Orient Express      | сеньора Альварадо  |
| 2003 | ф  | Развод                              | Le Divorce                        | Сюзанн де Персан   |
| 2006 | с  | Закон и порядок: Специальный корпус | Law & Order: Special Victims Unit | Лоррейн Делмас     |
| 2013 | с  | Джо                                 | Jo                                | Жозетт Ленуар      |

## Награды и номинации
| Награда        | Год  | Категория                                               | Название работы                     | Результат |
| -------------- | ---- | ------------------------------------------------------- | ----------------------------------- | --------- |
| Оскар          | 1954 | Лучшая женская роль                                     | Лили                                | Номинация |
| Оскар          | 1964 | Лучшая женская роль                                     | Угловая комната                     | Номинация |
| Золотой глобус | 1959 | Лучшая женская роль в комедийном фильме или мюзикле     | Жижи                                | Номинация |
| Золотой глобус | 1962 | Лучшая женская роль в драматическом фильме              | Фанни                               | Номинация |
| Золотой глобус | 1964 | Лучшая женская роль в драматическом фильме              | Угловая комната                     | Победа    |
| BAFTA          | 1954 | Лучшая женская роль                                     | Лили                                | Победа    |
| BAFTA          | 1963 | Лучшая женская роль                                     | Угловая комната                     | Победа    |
| Эмми           | 2007 | Лучшая приглашённая актриса в драматическом телесериале | Закон и порядок: Специальный корпус | Победа    |